# Trachylepis punctulata
Trachylepis punctulata (плямиста піщана мабуя) — вид сцинкоподібних ящірок родини сцинкових (Scincidae). Мешкає в Південній Африці.

## Поширення і екологія
Плямисті піщані мабуї мешкають в південно-західній Анголі, західній Замбії, Намібії, Ботсвані, північно-західному Зімбабве, Мозамбіку (на південь від Саве) і Південно-Африканській Республіці. Вони живуть на сухих луках і пустищах, в саванах і напівпустелях, на висоті до 1300 м над рівнем моря.